# Mimmi Tamba
Mimmi Tamba (* 1991 in Tromsø) ist eine norwegische Sängerin, Schauspielerin und Songwriterin, die im Herbst 2013 durch ihre Teilnahme an der NRK-Show Stjernekamp bekannt wurde. Sie beschreibt ihre Musik als Renaissance- oder Barock-Pop.

## Biografie
Tamba wurde in Tromsø geboren und ist dort aufgewachsen. Ihre Mutter Guri Johnsen ist Schauspielerin am Hålogaland Theater. Ihr Vater ist ein Musiker aus dem Senegal. Als Musikerin ist Tamba vor allem an den Bereichen Jazz, Soul und Pop interessiert. Im Herbst 2013 veröffentlichte sie das Musikvideo zu „The Light in the Dark“, in dem sie im Dialekt singt.
Tamba erwarb einen Bachelor in Schauspiel an Det Norske Teatret. Sie spielte die Rolle der Nabulungi im Musical „The Book of Mormon“. In Det Norske Teatret spielte sie im Musical „Lazarus“ von David Bowie mit, wofür sie 2019 für den Heddaprisen in der Kategorie „Beste Schauspielerin in einer Nebenrolle“ nominiert wurde.

## Diskografie
- 2014: Storm
- 2018: Når Sleipe Slanger Hvisker mit Frank Kjosås
- 2020: Semper Eadem